# Aleksander Krzymiński
Aleksander Henryk Krzymiński (ps. Prus, ur. 20 września 1926 w Paryżu, zm. 19 września 2017 w Warszawie) – polski ekonomista i nauczyciel akademicki, profesor zwyczajny PAN, SGH, wiceminister spraw zagranicznych (1990–1992).

## Życiorys
Urodził się w rodzinie szlachecko-ziemiańskiej Izabeli Franciszki (z domu Gościcka) i Józefa Leona Krzymińskich. Jego ojciec i dziadek byli lekarzami. Ojciec od 1926 roku był ordynatorem szpitala ginekologicznego w Bydgoszczy. W czasie II wojny światowej walczył w Armii Krajowej: jako kapral podchorąży (1942), powstaniec na Żoliborzu. Jeniec Stalagu XIA (1944-45). W 1950 ukończył studia w Szkole Głównej Planowania i Statystyki. W 1988 uzyskał tytuł profesora nauk ekonomicznych. Specjalizował się w marketingu, międzynarodowych stosunkach gospodarczych, zarządzaniu strategicznym i zarządzaniu w międzynarodowych stosunkach gospodarczych. Wykładał na: SGH, UŁ, UW. Był wykładowcą wielu uczelni zagranicznych (Duquesne – Pittsburg, Washington, Beyreuth, Münster, Wiedeń, Uppsala, Neapol, Meksyk) oraz ekspertem ONZ ds. handlu zagranicznego krajów trzeciego świata.
W latach 1990–1992 sprawował funkcję podsekretarza stanu w Ministerstwie Spraw Zagranicznych RP. Był członkiem zarządu Towarzystwa Wolnej Wszechnicy Polskiej. Wykładał w Warszawskiej Szkole Zarządzania, Szkole Wyższej im. Bogdana Jańskiego oraz Wyższej Szkole Kultury Społecznej i Medialnej w Toruniu. Wszedł w skład Zespołu Wspierania Radia Maryja.
Autor 22 publikacji książkowych i ok. 400 artykułów fachowych w prasie polskiej i zagranicznej.

## Odznaczenia
- 1944 Krzyż Walecznych,
- 1971 Krzyż Partyzancki,
- 1987 Krzyż Armii Krajowej
- 1985 Krzyż Kawalerski Orderu Odrodzenia Polski[9].

## Wybrane publikacje
- Dynamiczny marketing dla przedsiębiorstw eksportujących, Państwowe Wydawnictwo Ekonomiczne, Warszawa 1970.
- Klemens Białecki, Jerzy Borowski, Aleksander H. Krzymiński, Marketing w handlu zagranicznym, Wydanie 2 uzup., Państ. Wyd. Naukowe, Warszawa 1986
- Zarządzanie systemami dystrybucji: jak sprzedawać przez dystrybutora?, Oficyna Wydawnicza Warszawskiej Szkoły Zarządzania – Szkoły Wyższej, Warszawa 2008.
- Szkice do portretu prezydenta Inowrocławia dr. Józefa Krzymińskiego, Kunke Poligrafia, Inowrocław 2009, ISBN 978-83-61195-12-2.